# Trycherus arrowi
Trycherus arrowi es una especie de coleóptero de la familia Endomychidae.

## Distribución geográfica
Habita en Sierra Leona.